# 德魯里鎮區 (伊利諾伊州羅克艾蘭縣)
德魯里鎮區（英語：Drury Township）是位於美國伊利諾伊州羅克艾蘭縣的一個行政鎮區。

## 地方資料
根據2010年美國人口普查的數據，德魯里鎮區的面積為138.60平方千米，當中陸地面積為128.10平方千米，而水域面積為10.50平方千米。當地共有人口783人，而人口密度為每平方千米5.65人。